# Regada
Regada es una localidad del municipio de Ampuero (Cantabria, España). En el año 2008 contaba con una población de 7 habitantes (INE). Esta localidad está situada a 55 metros de altitud sobre el nivel del mar, y a 6 kilómetros de la capital municipal, Ampuero.
- Datos: Q6103650